# Raï

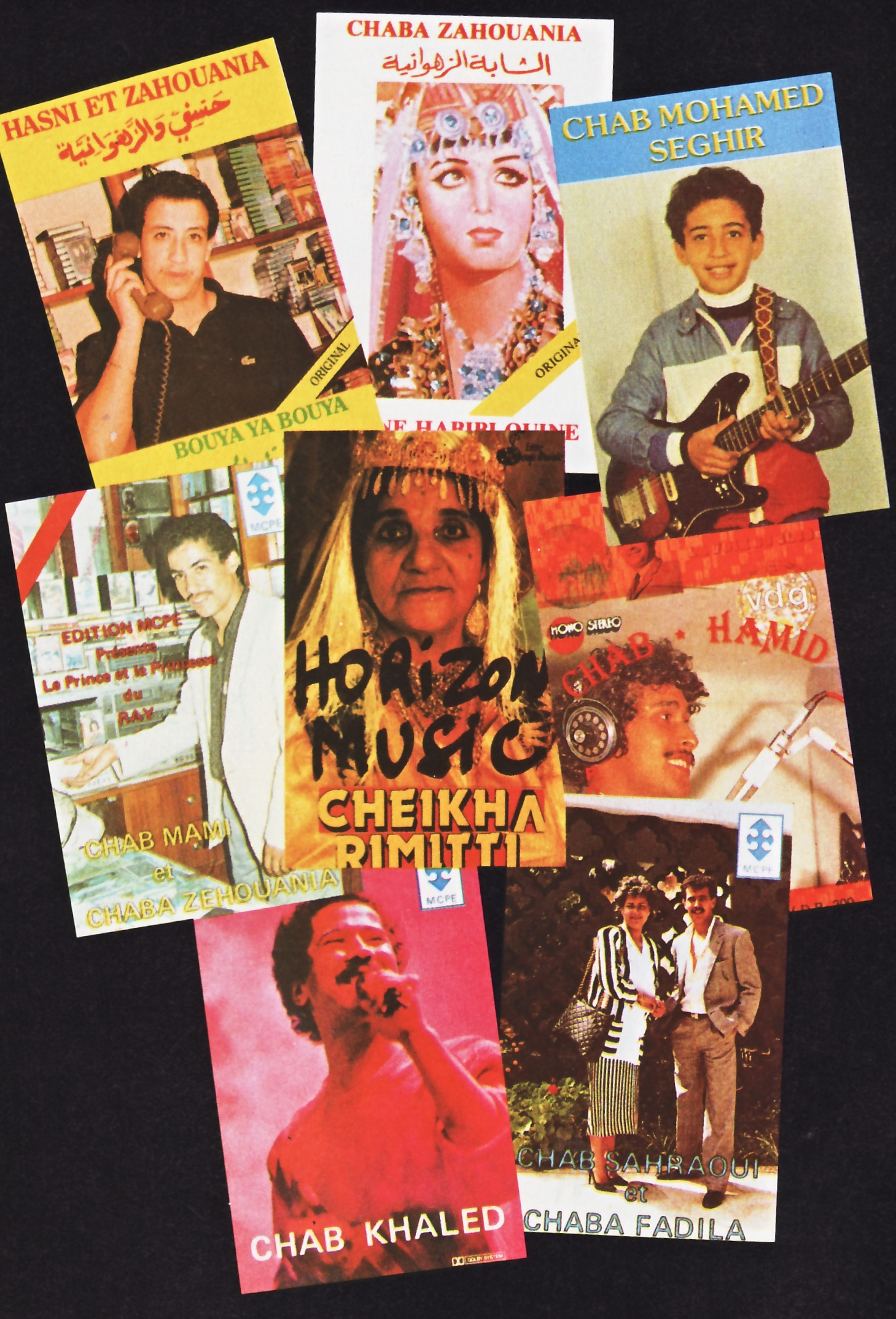

Il raï (in arabo راي‎?, rāʾī) è un genere musicale tradizionale dell'Algeria, poi diffusosi anche in Marocco; la sua origine e le sue trasformazioni sono sempre state dovute all'incontro di diverse culture. Il genere si è sviluppato agli inizi del XX secolo nella città di Orano, per poi diffondersi nel resto del paese e nel vicino Marocco. La sua popolarità è proseguita negli anni successivi, in concomitanza con il trasferimento di molti artisti in Francia. 
La parola raï significa "opinione", "avviso" o "punto di vista". Si diffuse nell'epoca in cui lo sceicco, poeta di tradizione melḥūn, prodigò saggezza e consigli sotto forma di poesie cantate nel dialetto locale. Tuttavia, nel contesto della nenia popolare, il cantante si lamenta del proprio malumore, incolpando esclusivamente se stesso. E più esattamente si indirizza alla sua propria facoltà di giudizio, al suo raï, che cede ai sentimenti e che l'ha condotto a prendere le sue cattive decisioni.
L'impianto di base può essere considerato il miscuglio tra la tradizione berbera e quella araba, a cui è succeduta una contaminazione con le forme musicali spagnole e, soprattutto, francesi. Nell'ultimo mezzo secolo sono state inoltre molto forti le influenze del rock, che ha portato alla nascita del pop-raï.
Questo genere musicale ha avuto possibilità di nascere grazie alla situazione di Orano, città costiera più cosmopolita degli altri centri algerini e che, trovandosi all'incrocio tra diverse culture, vedeva i propri abitanti godere anche di maggiori libertà.
Un grande e celebre esponente della musica raï è Hasni, autore di un brano molto noto in Italia, Ma danitsch ntfarko , e chiamato "la leggenda del raï ". Altri artisti noti sono Cheb Mami, Cheb Hasni, Khaled, Cheikha Rimitti, Rachid Taha, Faudel.

## Storia

Cheb Hasni

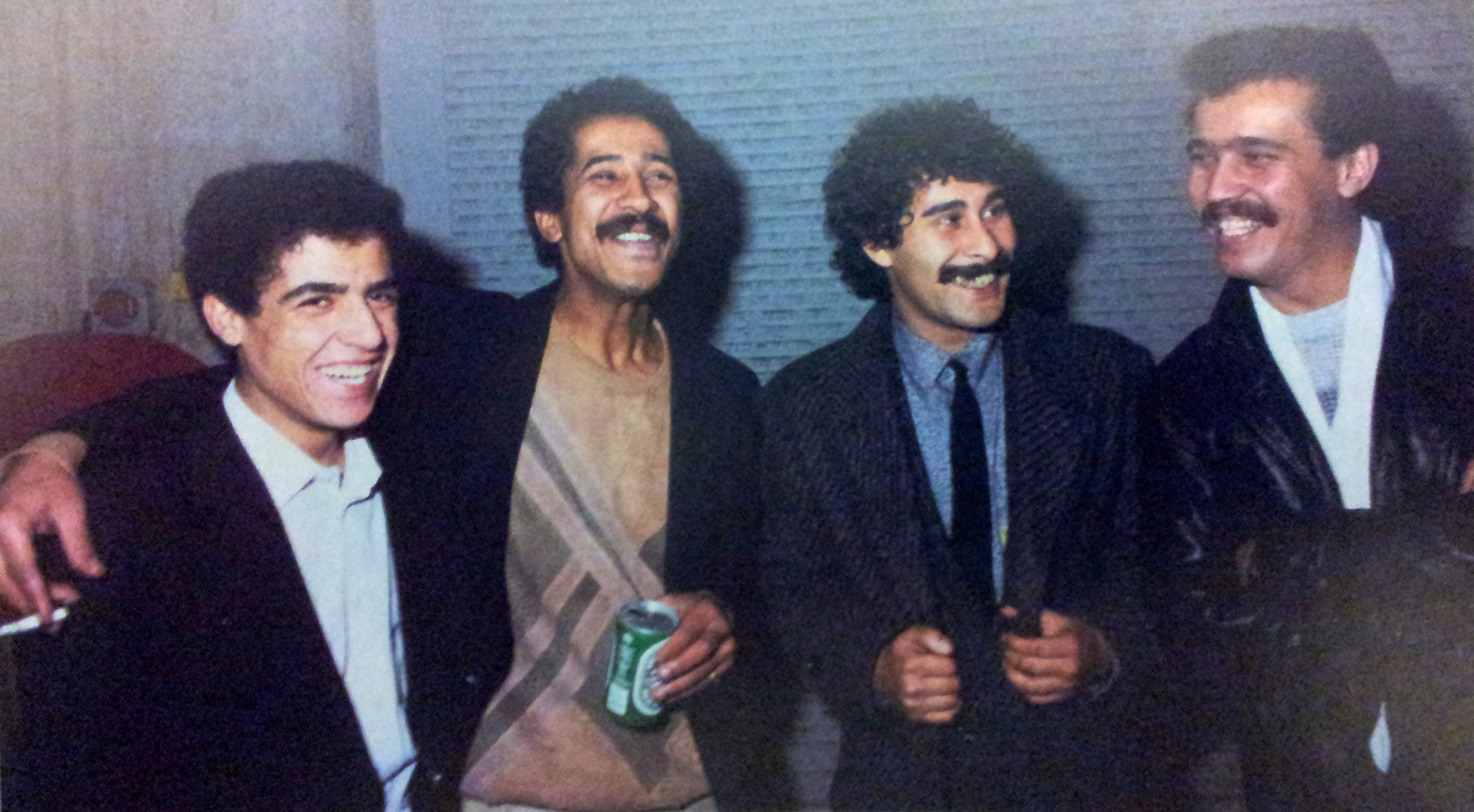

Dagli anni 1920 i maestri del raï tradizionale di Orano: Cheikh Khaldi, Cheikh Hamada o Cheikha Remitti, rappresentano la cultura beduina tradizionale. Il loro repertorio è raddoppiato. Il loro registro ufficiale celebra la religione, l'amore e i valori morali, le feste dei santi, le usanze, i matrimoni e il rito della circoncisione. Il registro irriverente (una scappatoia alle regole della morale islamica) è vietato e cantato essenzialmente nei sūq e nelle taverne. Ballerine e musicisti ambulanti che parlavano dei piaceri dell'alcol e carnali. Queste due forme sono l'origine del raï moderno.
Negli anni '30, si canta il wahrani adattamento del melḥūn accompagnato dall'ʿūd, dal banjo o dal piano. Questa musica si mescola alle altre influenze musicali arabe, ma anche spagnole, francesi e latino americane. Ed è così che, verso gli anni '50, con Cheikha Rimitti (Charak gataâ), questa musica si identifica con l'Algeria.
Gli strumenti tradizionali del raï (nay, derbouka e bendir) si accordarono alla chitarra elettrica wah wah come da Mohammed Zargui o della trombetta e del sassofono come Bellemou Messaoud.
Negli anni 1960 apparvero due orchestre che fecero muovere la città di Orano: l'orchestra Gli Adam's e Gli Student's.
Da segnalare l'influenza dello stile nella canzone Jamìn-a nell'album Crêuza de mä di Fabrizio De André.